# همام طارق
هُمام طارق (مواليد 10 فبراير 1994 في بغداد) لاعب كرة قدم عراقي. يلعب في مركز لاعب وسط مع منتخب العراق الوطني ويلعب حاليًا في نادي أربيل العراقي.

## إحصائيات

### الاهداف الدولية مع المنتخب
| #  | التاريخ             | المكان                            | الخصم   | عدد الاهدف | النتيجة | المناسبة |
| -- | ------------------- | --------------------------------- | ------- | ---------- | ------- | -------- |
| 1. | 28 آذار 2015        | استاد السيفنز، دبي                | الكونغو | 2–1        | 2–1     | ودية     |
| 2. | 28 كانون الأول 2018 | ملعب سحيم بن حمد، الدوحة          | فلسطين  | 1–0        | 1–0     | ودية     |
| 3. | 8 كانون الثاني 2019 | ستاد مدينة زايد الرياضية، ابو ظبي | فيتنام  | 2–2        | 3–2     | كأس آسيا |

## روابط خارجية
- همام طارق على موقع قاعدة بيانات كرة القدم.إي يو (الإنجليزية)
- همام طارق على موقع ناشيونال فوتبول تيمز (الإنجليزية)
- همام طارق على موقع Soccerway.com (الإنجليزية)
- همام طارق على موقع أوليمبيديا (الإنجليزية)
- كووورة.كوم